# Botryobasidium curtisii
Botryobasidium curtisii é uma espécie de fungo pertencente à família Botryobasidiaceae.